# Moschea Sulejman Pasha
La moschea Sulejman Pasha (in albanese Xhamia e Sulejman Pashës) detta anche Moschea vecchia (in albanese Xhamia e Vjetër) era una moschea ormai scomparsa di Tirana.

## Storia
Costruita nel 1614, era una delle moschee più antiche dell'Albania e la più antica di Tirana e la sua storia è strettamente intrecciata a quella della capitale albanese, visto che Tirana è stata ufficialmente fondata nello stesso anno dal pascià albanese musulmano Sulejman Bargjini al ritorno da una campagna contro i safavidi in Persia.
A causa del suo bellissimo minareto e dei suoi affreschi, la vecchia moschea rivaleggiava con la vicina moschea di Et'hem Bey, costruita da un discendente di Sulejman Bargjini, ma venne gravemente danneggiata durante la seconda guerra mondiale e, nonostante i fondi raccolti dalla popolazione per la sua ricostruzione, fu definitivamente distrutta nel 1967 dal nuovo governo comunista di Enver Hoxha che fece costruire al suo posto un monumento al Milite Ignoto, che si trova nei pressi della tomba di Kapllan Pasha.